# ハンス・シェレンベルク
ハンス・シェレンベルク（Hans Scherenberg、1910年10月28日 - 2000年11月17日）は、ドイツの自動車技術者である。

## 経歴
1930年から1935年にかけてシュトゥットガルト工科大学とカールスルーエ工科大学で学び、その後、ダイムラー・ベンツにテストエンジニアとして入社した。
同社では燃料直接噴射ポンプを備えたDB601エンジンの開発に携わった。この経験から、1942年に「4ストローク高高度航空機エンジンのバルブ制御」に関する論文を著し、シュトゥットガルト工科大学で博士号を取得した。

### グートブロート

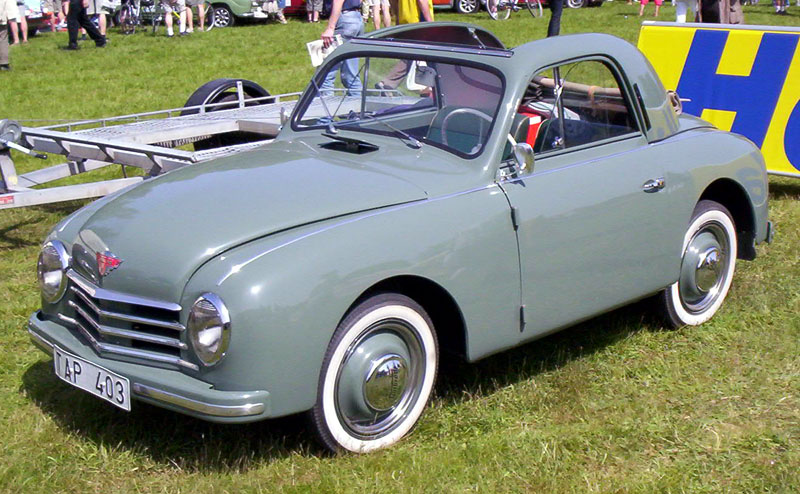
グートブロート・シュペリオール（1950年）

第二次世界大戦後はエンジン技術者であるアドルフ・シニューレの設計事務所で働き、1948年にドイツの自動車会社であるグートブロートに移った。
同社では戦前の知見を活かすとともに、ボッシュとの協働により、燃料直噴エンジン搭載車としては世界初となるグートブロート・シュペリオールの開発全般を手掛けた。

### ダイムラー・ベンツ
1952年に車両設計の責任者としてダイムラー・ベンツに復帰した。同社においても燃料直噴エンジンに携わるとともに、自動変速機の開発に関与した。
1965年には引退するフリッツ・ナリンガーの跡を受けて、車両の研究開発全体の責任者となる。1970年に、排気ガスの浄化やパッシブセーフティの調査研究を行うための部門を設立した。
1977年に引退し、その職責はヴェルナー・ブライトシュベルトに引き継がれた。

### その後
1982年から1985年にかけて、オーストリア科学アカデミーの総長を務めた。

## 栄典
- 1969年・名誉評議員（カールスルーエ工科大学）
- 1970年・名誉博士（ベルリン工科大学）
- 1973年・名誉教授（シュトゥットガルト工科大学）
- 1975年・ディーゼルリング（ドイツ語版）（ドイツモータージャーナリスト協会（ドイツ語版））
- 1977年・ヴィルヘルム・エクスナー・メダル
- 1981年・ヴェルナー・フォン・ジーメンス・リング（英語版）